# مات هايغ
مات هايغ (بالإنجليزية: Matt Haig)‏‏ (مواليد 3 يوليو 1975 في شفيلد)، هو كاتب، وصحفي، وروائي، وكاتب للأطفال من المملكة المتحدة.

## من مؤلفاته
- رواية: «مكتبة منتصف الليل The Midnight Library» (المنشورة عام 2020 والمترجمة إلى العربية أوائل عام 2021).
- «ملاحظات عن كوكب متوتر (Notes On A Nervous Planet»)، 2018 (مترجم إلى العربية).
- «كيف توقف الزمن» (How To Stop Time)، 2017 (مترجم إلى العربية).
- «أسباب للبقاء حياً» (Reasons To Stay Alive) 2015 (مترجم إلى العربية).
- كتاب الراحة
- كتاب البشر

## روابط خارجية
- مات هايغ على موقع ميوزك برينز (الإنجليزية)